# Ospel
Ospel est un village néerlandais situé dans la commune de Nederweert, dans la province du Limbourg néerlandais. Le 1er janvier 2009, le village comptait 4 055 habitants.